# بطولة أوروبا لكرة الطائرة للرجال 1975
بطولة أوروبا لكرة الطائرة للرجال 1975 هو الموسم 9 من بطولة أمم أوروبا للكرة الطائرة للرجال. أشرف على تنظيمه الاتحاد الأوروبي للكرة الطائرة، وكان عدد الأندية المشاركة فيه 12، وفاز فيه Soviet Union men's national volleyball team ‏.